# Loucura Demais
Loucura Demais é um álbum de estúdio da dupla sertaneja brasileira Chrystian & Ralf, lançado em 1993 pela Warner Music. Vendeu mais de 1.000.000 de cópias, garantindo à dupla um disco de diamante.

## Faixas[3]
| N.º | Título                             | Compositor(es)                | Duração |  |
| 1.  | "Louco Por Ela"                    | Piska / Eduardo / Adriano     | 3:41    |  |
| 2.  | "Minha Vida Sem Ela"               | Joel Marques / Maracaí        | 3:38    |  |
| 3.  | "Lock, Stock and Teardrops"        | Roger Miller                  | 3:21    |  |
| 4.  | "Cheiro de Shampoo"                | Cecílio Nena                  | 3:26    |  |
| 5.  | "Vazio da Solidão"                 | Rionegro / Domiciano          | 3:28    |  |
| 6.  | "Não Tire o Nosso Neném"           | Aladim / Altay Veloso         | 3:41    |  |
| 7.  | "Últimas Fronteiras"               | Marco Camargo / Roberto Merli | 3:31    |  |
| 8.  | "Loucura Demais"                   | César Augusto / Piska         | 3:31    |  |
| 9.  | "É Desse Jeito Que a Gente Se Ama" | Piska / Eduardo / Adriano     | 3:28    |  |
| 10. | "Menina"                           | César Augusto / Piska         | 3:40    |  |
| 11. | "Pra Ficar Com Você"               | César Augusto / Piska         | 4:20    |  |
| 12. | "Se Ligue Em Mim"                  | Carlos Randall / Danimar      | 3:20    |  |
| 13. | "Amor da Minha Vida"               | Carlos Randall / Danimar      | 3:56    |  |
| 14. | "Ladrão de Mulher"                 | Vieira / Vieirinha            | 2:20    |  |

## Certificações
| Brasil (ABPD)                             | Diamante | 1993 | 1.000.000* |
| *número de vendas baseado na certificação |          |      |            |